# Carry On Laughing
Carry on Laughing – brytyjski serial komediowy, emitowany po raz pierwszy od 4 stycznia do 7 grudnia 1975 na antenie regionalnych telewizyjnych komercyjnych wchodzących w skład sieci ITV. Zrealizowano 13 odcinków, podzielonych na dwie serie. 
Stacją produkująca serial była ATV, koncesjonariusz ITV ze środkowej Anglii. Wszystkie odcinki reżyserował Alan Tarrant, zaś ich producentem był Gerald Thomas, będący reżyserem wszystkich kinowych odsłon Całej naprzód. Scenarzystami wiodącymi byli Dave Freeman i Lew Schwarz, ale przy niektórych odcinkach pracowali też inni autorzy. 

## Charakterystyka
Serial stanowił telewizyjną odsłonę popularnego cyklu filmowego Cała naprzód i utrzymany był w podobnej stylistyce, opierającej się na rubasznej farsie. Każdy z odcinków stanowił odrębną całość fabularną, opowiadającą zupełnie inną historię, choć zdarzało się, iż w dwóch lub trzech odcinkach pojawiał się ten sam bohater. Wspólnym mianownikiem wszystkich części było zrealizowanie ich w konwencji krótkich filmów kostiumowych, parodiujących znane filmy, seriale lub książki.

## Główna obsada
- Kenneth Connor (12 odcinków)
- Jack Douglas (12 odcinków)
- Joan Sims (11 odcinków)
- Barbara Windsor (8 odcinków)
- Peter Butterworth (8 odcinków)
- David Lodge (7 odcinków)
- Norman Chappell (7 odcinków)
- Brian Osborne (7 odcinków)
- Bernard Bresslaw (5 odcinków)
- Sid James (4 odcinki)

## Odcinki

### Seria 1
| 1 | 1 | The Prisoner Of Spenda    | Alan Tarrant | Dave Freeman                                          | 4 stycznia 1975  |
| Para Brytyjczyków spędza swój miesiąc miodowy w odległym królestwie, gdzie właśnie doszło do porwania następcy tronu. Sęk w tym, że niedawny pan młody okazuje się być łudząco podobny do zaginionego.                                                                                         |   |                           |              |                                                       |                  |
| 2 | 2 | The Baron Outlook         | Alan Tarrant | Dave Freeman                                          | 11 stycznia 1975 |
| Opowieść o francuskim rycerzu, który zostaje pojmany i uwięziony w zamku na głębokiej angielskiej prowincji, skąd może go uwolnić tylko wpłata okupu. |   |                           |              |                                                       |                  |
| 3 | 3 | The Sobbing Cavalier      | Alan Tarrant | Dave Freeman, Lew Schwarz, Barry Cryer, Dick Vosburgh | 18 stycznia 1975 |
| Odcinek rozgrywający się w czasie angielskiej wojny domowej. Dom pewnego szlachcica znajduje się tuż przy linii walk między siłami króla Karola II i wojskami Olivera Cromwella. Przerażony gospodarz stara się lawirować między obiema stronami, aby żadna z nich nie zabiła go jako zdrajcy. |   |                           |              |                                                       |                  |
| 4 | 4 | Orgy And Bess             | Alan Tarrant | Barry Cryer, Dick Vosburgh                            | 25 stycznia 1975 |
| Odcinek umiejscowiony na dworze Elżbiety I (granej przez Hattie Jacques) w okresie Wielkiej Armady. Jako Francis Drake wystąpił Sid James. |   |                           |              |                                                       |                  |
| 5 | 5 | One In The Eye For Harold | Alan Tarrant | Lew Schwarz                                           | 1 lutego 1975    |
| Tym razem serial przybliża widzom, w mocno prześmiewczy sposób, wojnę Wilhelma Zdobywcy (David Lodge) z królem Harolda II (Norman Chappell). |   |                           |              |                                                       |                  |
| 6 | 6 | The Nine Old Cobblers     | Alan Tarrant | Dave Freeman                                          | 8 lutego 1975    |
| Pierwszy odcinek z udziałem zamożnego arystokraty, lorda Flimsey (Jack Douglas), i jego wiernego sługi Puntera (Kenneth Connor), którzy wspólnie tworzą słynną parę detektywów. Tym razem zajmują się sprawą kobiety, której zwłoki znaleziono za sceną w wiejskim ośrodku kultury.            |   |                           |              |                                                       |                  |

### Seria 2
| 7 | 1 | Under The Round Table             | Alan Tarrant | Lew Schwarz  | 26 października 1975 |
| Odcinek prezentuje całkowicie alternatywną wersję tego, jak powstała grupa Rycerzy Okrągłego Stołu. |   |                                   |              |              |                      |
| 8 | 2 | The Case Of The Screaming Winkles | Alan Tarrant | Dave Freeman | 2 listopada 1975     |
| Kolejna zagadka kryminalna, nad którą pracuje lord Flimsey. Tym razem miejscem zbrodni jest luksusowy pensjonat dla zamożnych letników, gdzieś na angielskiej prowincji. |   |                                   |              |              |                      |
| 9 | 3 | And In My Lady's Chamber          | Alan Tarrant | Lew Schwarz  | 9 listopada 1975     |
| Pierwszy z odcinków rozgrywających się w obsługiwanym przez liczną służbę domu emerytowanego generała. Gospodarz spotyka po latach swoją dawną kochankę, znaną uwodzicielkę mężczyzn z wyższych sfer. Służba robi wszystko, aby nie stała się ona ich nową panią.                              |   |                                   |              |              |                      |
| 10 | 4 | Short Knight, Long Daze           | Alan Tarrant | Lew Schwarz  | 16 listopada 1975    |
| Akcja powraca na dwór króla Artura, który po ucieczce swojego skarbnika, wraz z całą zawartością szkatuły, zmaga się z kryzysem. Czarownik Merlin przepowiada przybycie wielkiego męża, który odmieni los królestwa.                                                                           |   |                                   |              |              |                      |
| 11 | 5 | The Case Of The Coughing Parrot   | Alan Tarrant | Dave Freeman | 23 listopada 1975    |
| Lord Flimsey i jego sługa Punter badają sprawę kradzieży cennej egipskiej mumii z sarkofagu transportowanego do jednego z brytyjskich muzeów. |   |                                   |              |              |                      |
| 12 | 6 | Who Needs Kitchener?              | Alan Tarrant | Lew Schwarz  | 30 listopada 1975    |
| Drugi odcinek rozgrywający się w generalskiej rezydencji. Wybucha I wojna światowa. Generał wraca do czynnej służby, jego syn w tajemnicy przed ojcem zostaje agentem wojskowych służb specjalnych, a wśród służby pojawia się lokaj mówiący z niemieckim akcentem, podający się za Szwajcara. |   |                                   |              |              |                      |
| 13 | 7 | Lamp-Posts Of The Empire          | Alan Tarrant | Lew Schwarz  | 7 grudnia 1975       |
| Jedyny odcinek drugiej serii będący samodzielną całością, a nie częścią cyklu. Jest to dość absurdalna parodia autentycznej historii wyprawy Henry'ego Mortona Stanleya w poszukiwaniu Davida Livingtsone'a.                                                                                   |   |                                   |              |              |                      |